# Daviston
Daviston est une municipalité américaine située dans le comté de Tallapoosa en Alabama.
Selon le recensement de 2010, sa population est de 214 habitants. La municipalité s'étend sur 9,16 milles carrés (23,72 km2).

## Démographie
| 1890 | 1910 | 1920 | 1930 | 1940 | 1950 | 1960 | 1970 |
| ---- | ---- | ---- | ---- | ---- | ---- | ---- | ---- |
| 141  | 127  | 89   | 144  | 124  | 110  | 129  | 247  |

| 1980 | 1990 | 2000 | 2010 | - | - | - | - |
| ---- | ---- | ---- | ---- | - | - | - | - |
| 334  | 261  | 267  | 214  | - | - | - | - |